# Brèves (revue)
 (octobre 2019).
Pour les articles homonymes, voir Brèves.
Brèves, « Anthologie permanente de la nouvelle » est une revue littéraire créée en 1981 et consacrée uniquement au genre de la nouvelle et donne à lire chaque semestre une quinzaine de nouvelles inédites de langue française ou traduites. 

## Histoire

Numéro 107 de Revue Brèves.

Brèves est publiée par l’association PLN. Elle fait suite à Le Gué, bulletin de l'Atelier du Gué, créé en 1976 à Villelongue-d'Aude par Martine et Daniel Delort pour publier uniquement des nouvelles. « Le Gué n'était qu'une sorte de bulletin de liaison entre les lecteurs, ce qui ne veut plus rien dire aujourd'hui. Nous pensons qu'il est possible d'être fidèle à ses idées tout en ayant un autre gabarit commercial. La revue, accessible aux inconnus, doit aussi être un objet vraiment présentable en librairie. » Ils s'associent avec le maquettiste et graphiste Jacques Gaïotti. Le premier numéro paraît le 15 mars 1981,. Elle a d'abord été trimestrielle, puis est semestrielle depuis 2016. 
Le principe de la revue est de privilégier l’inédit, l’invention, la découverte de textes et d'auteurs. Certains numéros sont consacrés à des écrivains d’un pays étranger, Nouvelle-Zélande (no 79), Océanie (no 91 et 92), Roumanie (no 99), Estonie (no 103), Corée du Sud (no 105). Certains autres sont entièrement dédiés à la découverte de nouvellistes, Pascal Garnier (no 93), Hubert Haddad (no 97), Jean-Claude Pirotte, ou à des courants littéraires, comme le numéro d'août 2013 consacré à la littérature de l'imaginaire. 

### Gao Xingjian
La revue a publié l'un des premiers textes de Gao Xingjian en français dans son no 23, la nouvelle Mère, alors qu'il était encore dissident en Chine, en 1986. Brèves lui consacrera un numéro spécial en 1999, le no 56. L'année suivante, en 2000, il sera prix Nobel de littérature.

## Sélection d'auteurs
Parmi les auteurs de la revue se trouvent Alain Absire, Olympia Alberti, Pierre Autin-Grenier, Jean-Marie Blas de Roblès, Georges-Olivier Châteaureynaud, Yûko Chigira, Christian Congiu, Hélène Duffau, Benoît Fourchard, Janet Frame, Pascal Garnier, Hubert Haddad, Michel Host, Fiona Kidman, Oh Jung-hee, Jean-Pierre Martinet, Isabelle Minière, Jean-Claude Pirotte, Bertrand Runtz, Luis Sepulveda, Ingrid Thobois, Jean Vautrin, Gao Xingjian.